# Хрісіс Міхаел
Хрісостомос Міхаел (грец. Χρύσης Μιχαήλ; нар. 26 травня 1977, Нікосія, Кіпр) — кіпріотський футболіст, опорний півзахисник.

## Клубна кар'єра
Розпочав свою кар'єру 1997 року в АЕЛі (Лімасол), у футболці якого допоміг до 2003 року. Загалом зіграв 139 матчів чемпіонату та відзначився 25-ма голами.
Влітку 2003 року підписав контракт з АПОЕЛом. Провів в АПОЕЛі 8 років (2003–2011), став капітаном, зіграв у 173 матчах чемпіонату та відзначився 33-ма голами. З АПОЕЛом зумів виграти 4 чемпіонати, 2 кубки та 3 Суперкубки.
Став гравцем, який вперше в своїй історії допоміг АПОЕЛу до групового етапу Ліги чемпіонів УЄФА 2009/10, відзначився двома голами проти «Копенгагена» на стадіоні GSP у матчі-відповіді плей-оф Ліги чемпіонів УЄФА. Вболівальники клубу та громадськість на Кіпрі вважають, що він є найкращим трансфером кіпрського гравця в сучасній історії АПОЕЛа.
У травні 2011 року було оголошено, що Хрісіс Міхаел залишив чинного чемпіона АПОЕЛа, в якому провів 8 років. Керівництво АПОЕЛа оголосило, що на сезон 2011/12 років зняв футболку з номером 33 на честь колишнього капітана клубу. В емоційний момент Хрісіс Міхаел також був відзначений APOEL ULTRAS у своєму фан-клубі, де він заявив: «Я пишаюся тим, що є частиною історії АПОЕЛа».
Влітку 2011 року Хрісіс підписав контракт з «Енозіс Неон Паралімні», а наприкінці сезону 2011/12 років вирішив завершити футбольну кар'єру.

## Кар'єра в збірній
Дебютував за збірну Кіпру 2 лютого 2000 року у матчі Кубка Кіпрської футбольної асоціації зі збірною Литви, до якого вийшов на заміну після перерви замість Костаса Малеккоса. Стабільно грати за збірну став з 2002 року і продовжував викликатись у національну команду практично до кінця кар'єри (останній матч провів у серпні 2011 року). Загалом зіграв за збірну 70 ігор та забив 7 голів. У декількох зустрічах виходив на поле як капітан команди.

## Кар'єра тренера
У грудні 2012 року розпочав кар'єру головного тренера клубу четвертого дивізіону Кіпру «Епіда Астрометі». Влітку 2014 року призначений тренером іншого клубу четвертого дивізіону «Ахіронас Ліопетріу». З 1 вересня 2015 року по 24 липня 2016 року, а пізніше з листопада 2016 року працював головним тренером клубу другого дивізіону Кіпру «Олімпіакос» (Нікосія), з яким провів один сезон, але не зміг досягти виходу до вищої ліги. Потім знову очолив клуб у листопаді 2016 року та з другої спроби вивів команду до вищої ліги. У сезоні 2017/18 продовжив працювати з командою, проте сезон склався невдало й «Олімпіакос» не зміг зберегти прописку в елітному дивізіоні. Надалі Міхаел працював у клубах «Аріс» (Лімасол), «Ерміс» та «Карміотісса».

## Досягнення
АПОЕЛ
- Перший дивізіон Кіпру
  -  Чемпіон (4): 2003/04, 2006/07, 2008/09, 2010/11

- Кубок Кіпру
  -  Володар (2): 2005/06, 2007/08

- Суперкубок Кіпру
  -  Володар (3): 2004, 2008, 2009